# ソ連人民芸術家

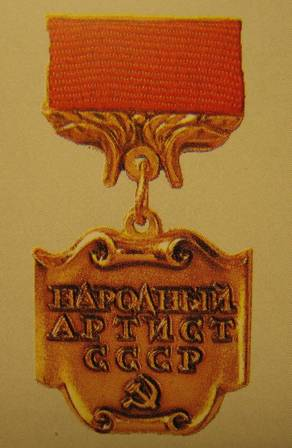
ソ連人民芸術家メダル

ソ連人民芸術家（ロシア語: Народный артист СССР、女性型はНародная артистка СССР、ソ連国家芸術家とも）は、ソ連における栄誉称号のひとつである。1936年から1991年の間に1007名へ授与されている。

## 概要
ソ連人民芸術家という用語が使用されているため、芸術家全般を対象にしているかの如き印象を受けるが、この称号は、舞台芸術及び、視覚芸術（ビジュアルアート）の二部門を対象としていた。また、個々のソ連邦構成共和国（ロシア、ウクライナ、白ロシア、カザフ、リトアニア、モルダビア、ラトビア、エストニアなど）や自治共和国も人民芸術家を設定し、さらに功労芸術家を設定して階層化がなされていた。例えば、ロシアでは、上から順に、ソ連人民芸術家 ― ロシア人民芸術家 ― ロシア功労芸術家という順になっていた。
| 構成共和国       | 舞台芸術                                 | 視覚芸術                                         |
| ---------------- | ---------------------------------------- | ------------------------------------------------ |
| ロシア           | народный артист РСФСР                    | народный художник РСФСР                          |
| ウクライナ       | народний артист Української РСР          | народний художник Української РСР                |
| 白ロシア         | народны артыст Беларускай ССР            | народны мастак Беларускай ССР                    |
| ウズベク         | Ўзбекистон ССР халқ артисти              | Ўзбекистон ССР халқ рассоми                      |
| カザフ           | Қазақ КСР-ң халық әртісі                 | Қазақ КСР-ң халық суретшісі                      |
| グルジア         | საქართველოს სსრ სახალხო არტისტი          |                                                  |
| アゼルバイジャン | Азәрбајҹан ССР халг артисти              | Азәрбајҹан ССР халг рәссамы                      |
| リトアニア       | Lietuvos TSR liaudies artistas           | Lietuvos TSR liaudies dailininkas                |
| モルダビア       | артист ал попорулуй дин РСС Молдовеняскэ | артист пластик ал попорулуй дин РСС Молдовеняскэ |
| ラトビア         | Latvijas PSR tautas skatuves mākslinieks | Latvijas PSR tautas mākslinieks                  |
| キルギス         | Кыргыз ССР эл артисти                    |                                                  |
| タジク           | Артисти халқии РСС Тоҷикистон            |                                                  |
| アルメニア       | Հայաստանի ՍՍՀ ժողովրդական արտիստ         |                                                  |
| トルクメン       | Түркмен ССР-иң халк артисти              | Түркмен ССР-иң халк художниги                    |
| エストニア       | Eesti NSV rahvakunstnik                  |                                                  |

例えば、モルドバ人で現在ウクライナで活躍中の歌手、ソフィーヤ・ロタールは1973年ウクライナ共和国功労芸術家、1976年ウクライナ共和国人民芸術家、1983年モルダビア共和国人民芸術家、1988年ソ連人民芸術家の称号を逐次授与された。これら人民芸術家の称号の保持者は、ソ連政府から特権を与えられるとともに、ソ連文化省から任務を与えられた。このような性格上、当然のごとく、ソビエト体制を批判した異論派のような芸術家や作家は、疎外された。また、表立って体制に反対はしていないが反対派にとって価値のあるアーティストに対し、敢えて称号を与えることで反対派との切り離しを行うという手段にも用いられた。例えば、上述のソフィーヤ・ロタールは、1988年にモスクワ政府が人民芸術家の称号を授与したことにより、ウクライナで盛り上がっていた反体制的・民族主義的な運動からは体制迎合的な裏切り者として一時排除された。これは、ウクライナ文化の復興を熱望していた本人には不本意な結果であったが、一方、称号を与えたモスクワ政府にとっては、当時ウクライナで最も人気のある歌手が反体制側で影響力を発揮するのを未然に防ぐことができ、運動を分裂させることに成功したという点で大きな効果が得られたものであった。

## 舞台芸術

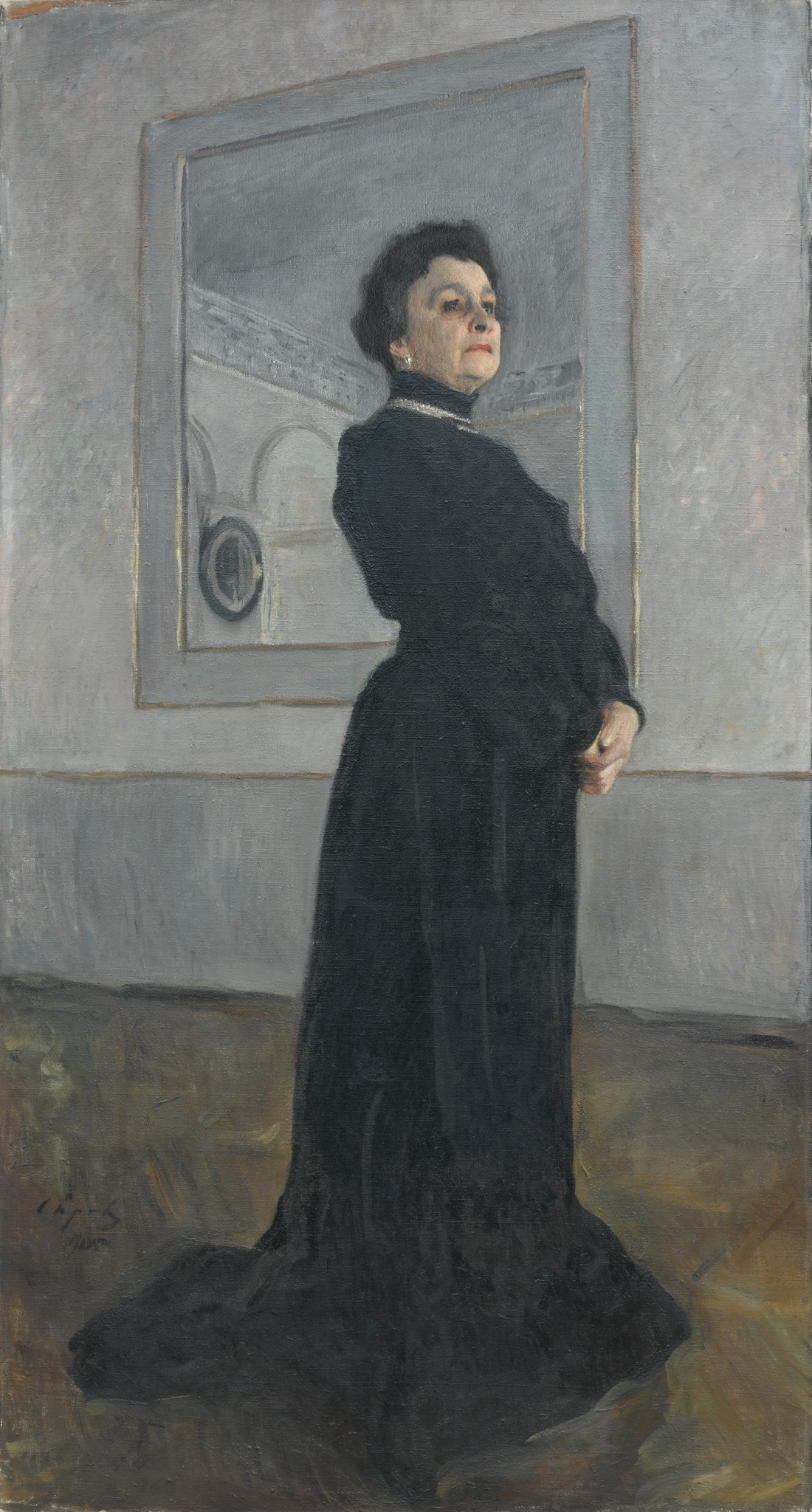
最初の共和国人民芸術家、マリア・エルモロヴァ　1920年

ソ連人民芸術家の称号は、舞台芸術における特筆すべき業績を上げた者に対して授与され、舞台芸術部門の授賞対象者には、作曲家、舞踏家、歌手、映画監督、劇場指揮者、及び、全ソ連邦構成共和国の俳優を含んだ。舞台部門は1936年に創設され、ソ連初期には、共和国人民芸術家と称された。最初に授与されたのは、女優のマリア・エルモロヴァである。最後の受賞者は、オレグ・ヤンコーフスキーと歌手のアーラ・プガチョワである。
当初、対象は舞台俳優、バレリーナ、オペラ歌手に限定されていたが、徐々に映画俳優（例：リュボーフィ・オルローヴァ、作曲家（例、ドミートリイ・ショスタコーヴィチ）、人気歌手（例、レオニード・ウチョーソフ）、喜劇俳優（例、アルカジー・ラーイキン）、道化役者（例、オレグ・ポポフ）などにまで対象が拡がった。
主な受称者の例では、映画監督ではミハイル・ショーロホフ原作『人間の運命』で監督デビューを果たし、自身でも主演。後にトルストイ原作の『戦争と平和』で監督を務めたセルゲイ・ボンダルチュクが授与されている。舞踏家としてはバレリーナとして1944年から78年までボリショイ劇場を舞台に活躍し、「シンデレラ」、「ジゼル」、「白鳥の湖」、「ロミオとジュリエット」で主役を演じたライサ・ストルチコワが知られる。歌手としては、モルダビア・ソビエト社会主義共和国生まれのオペラ歌手として活躍し、ソ連崩壊後はモルドバ共和国民となったマリア・ビエッショが知られ、1967年、東京で開催された「第1回マダルバタフライ施次回コンクール」でも優勝を果たすなど数々のタイトル・栄冠に輝いた人物として知られている。
通常、受賞者はその年齢が40歳に達するとソ連人民芸術家の称号を授与された。例外はバレエ関係の芸術家で、例えば、ナジェージダ・パーヴロヴァ）は、28歳でこの称号を授与されている。男性俳優の最年少受賞者はセルゲイ・ボンダルチュクの32歳で、女優では、リュドミラ・チュルシナー（ユーリ・アンドロポフ書記長の義理の姪と伝えられる）の40歳である。
2015年現在で存命している最古の受賞者は、オペラ歌手のマヤ・クリエヴァ（1955年受賞）である。

## 視覚芸術
正式名称はソ連人民画家（Народный художник СССР）で、絵画、彫刻、デッサン、写真の視覚芸術部門における卓越した芸術家を対象に授与された。

## 関連事項、その他
ソ連人民芸術家の他に、旧ソ連邦には、
- 建築部門、ソ連人民建築家
- 文学部門、ソ連人民作家、ソ連人民詩人
- 教育部門、ソ連人民教育者（ソ連人民教師）
- 医学部門、ソ連人民医師（ソ連人民博士）

の名誉称号があった。
- 社会主義労働英雄

### 報道資料
- 『朝日新聞』1994年10月21日夕刊
- 『読売新聞』2005年5月4日東京朝刊
- 『毎日新聞』2012年5月17日大阪朝刊